# Maria Schaumayer
Maria Schaumayer (ur. 7 października 1931 w Grazu, zm. 23 stycznia 2013 w Wiedniu) – austriacka ekonomistka i polityk.

## Życiorys
W 1949 roku ukończyła z wyróżnieniem szkołę średnią w Furstenfeld, a następnie do 1952 roku studiowała na Hochschule für Welthandel w Wiedniu handel międzynarodowy i ekonomię.
Od 1969 do 1982 roku należała do wiedeńskiego parlamentu. W 1974 roku została członkiem zarządu Kommunalkredit AG w Wiedniu. Od 1982 do 1989 roku była dyrektorem finansowym OMV.
Od 1990 do 1995 roku była prezesem Austriackiego Banku Narodowego. Była pierwszą kobietą w historii na tym stanowisku.
Zmarła 23 stycznia 2013 roku mając 81 lat.

## Odznaczenia
- Odznaka Honorowa za Zasługi dla Republiki Austrii
- Medal za Zasługi dla Miasta Wiednia
- Medal Styrii
- Honorowy Obywatel Wiednia